# Juraj III. Druget
Jiří III. Druget (ve starší literatuře Juraj III. Drugeth, maďarsky Homonnai Drugeth III. György; 1583 – 21 . červen 1620) byl uherský šlechtic z humenské větve rodu Drugetů.

## Životopis
Narodil se roku 1583 jako syn užhorodského župana a trebišovského zeměpána Jiřího Druheta a jeho manželky Eufrozíny, rozené Dóciové (Dóczy). Podobně jako rodiče protestantského vyznání, také Jiří III. se hlásil ke kalvinismu.
Předpokládá se, že Jiří III. konvertoval pod vlivem pozdějšího ostřihomského arcibiskupa Petra Pázmaně, se kterým se pravděpodobně setkal během studií v jezuitském kolegiu v Praze (r. 1605). Po návratu do Humenného se stal velkým podporovatelem rekatolizace. Jiné informace dokládají, že podobně jako Valentin I. Drugeth byl Jiří vystaven tlaku velmožů, aby přestoupil na katolickou víru. Zatímco Valentin odolával, Jiří v roce 1609 změnil vyznání.
Po vypuknutí povstání Štěpána Bočkaje museli jezuité opustit Sedmihradsko. Zastavili se v Humenném a Jiří je srdečně přijal. Živě se zajímal a požádal o misionáře-jezuity. Ti vyhověli jeho přání a vyslali na misi Jana Sentdordiho a Michala Brešku. Nejdříve je umístil v humenském zeměpanském kostele. Pak jim daroval bývalý františkánský klášter i s kostelem a příjem z několika osad. Ve farním kostele kázali slovensky, v bývalém františkánském kostele maďarsky.

### Založení kolegia v Humenném
V roce 1609 se stal zemplínským županem. Začal uvažovat o možnostech založení jezuitské koleje v Humenném. Roku 1612 napsal dopis generálnímu představenému jezuitů P. Claudiovi Aquavivovi do Říma, ve kterém navrhl založit v Humenném kolej. Začala zdlouhavá jednání. Dne 9. července 1613 napsal Jiří Drugeth dopis P. Dobokaimu
"Faru i školu jsem Vám pěkně opravil. I důchody jsem Vám zajistil, jen aby Vás Bůh čím dříve přivedl. Vy sami byste se měli té věci oběma rukama chytit."
Další jezuité přišli do Humenného 23. listopadu 1613.
Jiří III. Drugeth aspiroval na knížecí trůn v Sedmihradsku. Humenského zeměpána plně podporoval vídeňský dvůr. Sedmihradským knížetem se však stal roku 1613 Gabriel Bethlen za přímé pomoci Turků.
Roku 1614 bylo v Humenném četné jezuitské společenství. Neuvádí se však ani pod titulem rezidence ani pod titulem kolegia, protože se stále čekalo schválení z Říma. Vyšší třídu gramatiky vedl p. Jiří Mojzes, původem Slovák z Turce. Je zřejmé, že v Humenném začala činnost jezuitská škola. Roku 1615 došel do Humenného souhlas z Říma a Jiří III. Druget přistoupil k založení úplného jezuitského gymnázia.

### Stavovské povstání
V 17. století a začátkem 18. století se východní Slovensko dostalo do víru protihabsburských stavovských povstání. Uherská a sedmihradská šlechta v nich sledovala rozšiřování svých majetků. Sedmihradský kníže Gabriel Bethlen využil povstání českých stavů proti Habsburkům, obsadil Košice, prohlásil se panovníkem Uherska a po spojení s českými stavy postupoval na Vídeň.
Betlеnovu pozici na východním Slovensku chránil a rozšiřoval mladý Jiří Rákoci. Přívrženec panovníka Jiří Drugeth nečekal nečinně na setkání s ním. Naverboval silné jezdecké vojsko v Polsku (asi 3000 kozáků) a 22. listopadu 1619 došlo u Humenného k měření sil mezi betlenovskými oddíly a vojsky císařova spojence. Když se Jiří Rákoci přiblížil k Humennému, Jiří Druget začal se svým vojskem takticky ustupovat do údolí. Rákoci tuto lest nepostřehl a vrhl se za ním. V údolí ho v příhodné chvíli do zad napadly jezdecké oddíly a téměř celé Rákociho vojsko zničily. Říká se, že na bojišti při Humenném tehdy zůstalo přes 1500 mrtvých vojáků.
Když se o porážce svých vojsk dozvěděl G. Bethlen, musel se z obléhání Vídně stáhnout (což byla poměrně velká pomoc císaři Ferdinandu II., který ji tehdy bránil) a okamžitě vyslal proti Drugethovi generála Františka Redeye. Jiří Drugeth si uvědomil, že teď by už nezvítězil, a proto odtáhl do Polska. Zde zemřel 21. června 1620. Příčinou smrti bylo otrávení. Nedozvěděl se už ani o výsledcích jednání sněmu, který svolal G. Bethlen a který vyslovil trest zabavení celého drugethovského majetku.
Jezuitský řád nezapomněl na svého ochránce. Tělesné pozůstatky Jiřího Drugeta jezuité později převezli do dómu sv. Mikuláše v Trnavě. Na jeho náhrobní kámen dali vytesat
Nejosvícenější pán, pan hrabě Jiří Drugetha z Humenného, župan Zemplínské a i Užské stolice a zároveň rytíř zlatého rouna a tajný rádce jeho císařského veličenstva a komorník. Zemřel v roce 1620, dne 21., v měsíci červnu, ve svém 37. věku.
Jiří Rákoci se za porážku, kterou utrpěl, pomstil o několik let později. Dobyl a zničil hrady Jasenov a Brekov.

### Manželství a potomstvo
Jiří Druget se v roce 1610 oženil s Kateřinou Nádasdyovou, mladší dcerou Alžběty Báthoryové, nechvalně proslulé jako Čachtická paní. Z jejich manželství se narodilo několik dětí, mezi nimi
- Jan X. Druget z Humenného
- Marie Drugetová z Humenného
- Alžběta Drugetová z Humenného